# Rita Coolidge

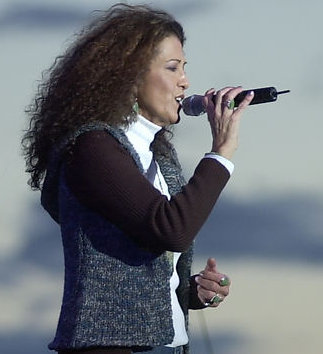
Rita Coolidge (2002)

Rita Coolidge (* 1. Mai 1945 in Lafayette, Tennessee) ist eine US-amerikanische Country- und Pop-Musikerin. Ihre erfolgreichste Phase erlebte sie in den 1970er Jahren, als sie mit Kris Kristofferson verheiratet war. Zweimal wurden die beiden als bestes Country-Duo mit dem Grammy ausgezeichnet. International ist Coolidge darüber hinaus als Sängerin des James-Bond-Songs All Time High bekannt (1983 für Octopussy aufgenommen).

## Biografie

### Karrierebeginn
Rita Coolidge ist die dritte und jüngste Tochter eines Predigers und sang schon als Kleinkind im Kirchenchor. Eine Zeit lang lebte und arbeitete die ehemalige Studentin der Florida State University in London. Ihre Karriere begann sie Ende der 1960er Jahre als Folk- und Rock-Sängerin im Background von Stars wie Joe Cocker, Stephen Stills und Eric Clapton. Sie begleitete Cocker 1970 bei seiner Tour Mad Dogs & Englishmen, die auf dem gleichnamigen Album festgehalten wurde. Außerdem war sie im parallel veröffentlichten Kino-Mitschnitt zu sehen, der 2005 auf DVD erschien.
Bereits 1969 hatte sie für das kleine Label Pepper ihre erste Single aufgenommen: Turn Around and Love You erreichte Platz 96 der amerikanischen Charts und verschwand recht bald in der Versenkung. Erst 2004 wurde der seltene Titel auf der Compilation Delta Lady: The Rita Coolidge Anthology wiederveröffentlicht. 1970 unterschrieb Coolidge bei A&M einen Plattenvertrag.
1971 erschien ihre erste LP Rita Coolidge, die überwiegend Cover-Versionen enthält. Auch auf ihren folgenden Werken griff sie hauptsächlich auf mehr oder weniger bekanntes Fremdmaterial zurück. Ihr Debüt enthielt Songs von Künstlern wie Van Morrison, Otis Redding und Neil Young. Hochkarätig war auch die Auswahl der Musiker, die sich bereiterklärten, Coolidge im Studio zu unterstützen – auch das wiederholte sich auf ihren späteren LPs. Neben Stephen Stills, Bobby Womack und Ry Cooder ist vor allen Dingen Leon Russell zu nennen, dem Coolidge ihren Spitznamen „The Delta Lady“ verdankt. Ungefähr zur gleichen Zeit gründete sie eine eigene Band, die Dixie Flyers.

### Ehe mit Kristofferson und gemeinsame Erfolge

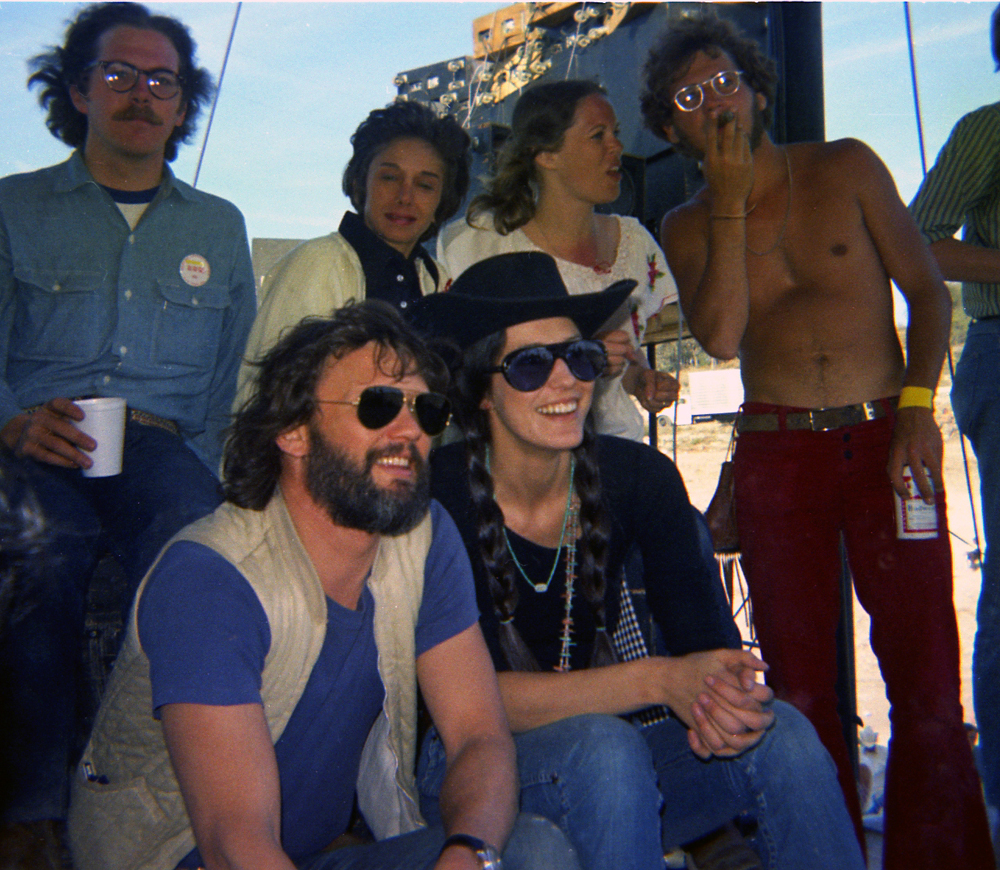
Vorne: Kris Kristofferson und Rita Coolidge bei der „Dripping Springs Reunion“, 1972

Auch ihren späteren Ehemann Kris Kristofferson lernte die Sängerin zu dieser Zeit kennen und lieben. 1973 heiratete sie den arrivierten Sänger/Songwriter. Gemeinsam produzierten sie drei Alben, die unterschiedlich erfolgreich waren: Full Moon erreichte Platz 1 der Country- und Platz 26 der Pop-Charts. Außerdem wurde die Platte als einzige des Duos für 500.000 verkaufte Einheiten mit Gold ausgezeichnet. Ebenfalls erfolgreich war die ausgekoppelte Single A Song I'd Like to Sing, die es in den USA auf Platz 49 schaffte. 1973 wirkte sie zusammen mit Kristofferson in Sam Peckinpahs Spielfilm Pat Garrett jagt Billy the Kid als Billys Geliebte Maria mit.
Die folgenden Werke Breakaway (1974) und A Natural Act (1978) verkauften sich solide, ohne große Aufmerksamkeit auf sich zu ziehen. Zweimal wurden Kristofferson und Coolidge als „bestes Country-Duo des Jahres“ mit einem Grammy ausgezeichnet: 1973 für From the Bottle to the Bottom und 1975 für Lover Please. Die Ehe der beiden litt allerdings insbesondere in den letzten Jahren unter den Alkoholproblemen Kristoffersons, dessen Erfolg langsam nachließ. 1980 wurde die Ehe geschieden.

### Solokarriere
Coolidges Solokarriere kam zu Beginn der 1970er Jahre nur langsam in Gang. Mit ihrer „tiefen, gutturalen, sexy Stimme“ (Rolling Stone) und ihrem „in Blues und Soul verwurzelten Vokalstil“ (Circus) sang sie 1971 das zweite Album Nice Feelin’ ein. Ihre Musik wurde leiser und persönlicher, wenngleich sie auch weiter Fremdmaterial übernahm. The Lady’s Not for Sale war 1972 das erste Album von Coolidge, das die Top-50 der amerikanischen Charts erreichen konnte. Fall into Spring (1974) war ähnlich erfolgreich. Diese LP enthielt mehr Country-Rock-Elemente, mit denen sie versuchte, die entsprechenden Charts zu erobern. Die Hoffnungen wurden vorerst begraben, nachdem der Song Mama Lou nur Platz 94 in den Country-Charts erreicht hatte.
1977 gelang ihr dann mit dem Platin-Album Anytime... Anywhere auch als Solistin der Durchbruch. Die beiden Singles We're All Alone (USA Platz 7, UK Platz 6) und (Your Love Has Lifted Me) Higher and Higher (USA Platz 2, UK Platz 48) verkauften sich international gut und etablierten die Künstlerin zumindest im Pop und Adult Contemporary, dem Radio-Format für „leichte Kost“ des amerikanischen Radios. Weitere erfolgreiche Singles waren Words und The Way You Do the Things You Do.
Vom folgenden Album Love Me Again aus dem Jahre 1978 wurde als erstes die softe Disco-Nummer You ausgekoppelt, die ein weiterer Top-40-Hit für Coolidge war. Für Love Me Again konnte Coolidge dann letztmals eine goldene Schallplatte für 500.000 verkaufte Exemplare entgegennehmen. Bis 1981 veröffentlichte sie weiterhin regelmäßig LPs, die sich allerdings kontinuierlich schlechter verkauften, auch wenn Singles wie One Fine Day, I’d Rather Leave While I’m in Love (1979), Somethin’ ’bout You Baby I Like (mit Glen Campbell) und Fool That I Am (1980) weiterhin solide Platzierungen in den Charts erreichen konnten.
1983 sang sie den Titelsong All Time High für den James-Bond-Film Octopussy, komponiert von John Barry. Damit feierte sie zum letzten Mal einen weltweiten Hit, den sie laut eigener Aussage nie sonderlich mochte und bei Konzerten lediglich in instrumentaler Form einspielen ließ. Zum ersten Mal erreichte Coolidge damit allerdings die deutschen Charts auf Platz 13. 1984 nahm sie für den Soundtrack zum Kino-Welterfolg Splash die Ballade Love Came for Me auf, danach zog sich Coolidge mehr oder weniger aus dem Musikgeschäft zurück.

### Comeback
1990 feierte sie mit dem Album Fire Me Back ein bescheidenes Comeback. In den folgenden Jahren veröffentlichte Coolidge wieder regelmäßig CDs, vor allen Dingen für den japanischen Markt, wo sie sich stets auf eine große Fangemeinde verlassen konnte. Dort waren zeitweise auch ihre alten Werke als hochwertige CD-Ausgaben erhältlich. 1997 gründete Coolidge gemeinsam mit ihrer Schwester Priscilla Coolidge und deren Tochter Laura Satterfield das Trio Walela, das ausschließlich indianische Musik veröffentlicht und viermal den Native American Music Award (NAMMY) erhielt. 2000 wurde sie mit dem NAMMY für ihr „Lifetime Achievement“ ausgezeichnet. Als Solistin veröffentlichte Coolidge 2005 And So Is Love, eine CD mit Jazz-Aufnahmen. 2006 erhielt sie einen NAMMY für „Best Jazz Recording“.
Coolidge wird heute dem Pop- und Soft-Rock-Genre zugerechnet. Im Standardwerk All Music Guide ist Coolidge in der Rock- und nicht in der Country-Edition gelistet.
2006 wirkte sie in dem Film The Trail of Tears: Cherokee Legacy mit, ein mit dem Native American Music Award ausgezeichneter Film, der sich mit dem Cherokee Trail of Tears auseinandersetzt.
2016 veröffentlichte Coolidge ihre Autobiografie Delta Lady: A Memoir.

## Diskografie

### Alben
| Jahr | Titel                   | Höchstplatzierung, Gesamtwochen, AuszeichnungChartplatzierungen (Jahr, Titel, Platzierungen, Wochen, Auszeichnungen, Anmerkungen) | Höchstplatzierung, Gesamtwochen, AuszeichnungChartplatzierungen (Jahr, Titel, Platzierungen, Wochen, Auszeichnungen, Anmerkungen) | Höchstplatzierung, Gesamtwochen, AuszeichnungChartplatzierungen (Jahr, Titel, Platzierungen, Wochen, Auszeichnungen, Anmerkungen) | Anmerkungen            |
| Jahr | Titel                   | UK | US | Country | Anmerkungen            |
| ---- | ----------------------- | --- | --- | --- | ---------------------- |
| 1971 | Rita Coolidge           | — | US105 (10 Wo.)US | — |                        |
| 1971 | Nice Feelin’            | — | US135 (8 Wo.)US | — |                        |
| 1972 | The Lady’s Not for Sale | — | US46 (24 Wo.)US | — |                        |
| 1973 | Full Moon               | — | US26 Gold · (33 Wo.)US | Country1 (22 Wo.)Country | mit Kris Kristofferson |
| 1974 | Fall into Spring        | — | US55 (15 Wo.)US | — |                        |
| 1974 | Break Away              | — | US103 (12 Wo.)US | Country19 (12 Wo.)Country | mit Kris Kristofferson |
| 1975 | It’s Only Love          | — | US85 (10 Wo.)US | — |                        |
| 1977 | Anytime... Anywhere     | UK7 Gold · (28 Wo.)UK | US6 Platin · (54 Wo.)US | Country23 (8 Wo.)Country |                        |
| 1978 | Natural Act             | UK35 (4 Wo.)UK | US106 (9 Wo.)US | Country24 (12 Wo.)Country | mit Kris Kristofferson |
| 1978 | Love Me Again           | UK51 Silber · (1 Wo.)UK | US32 Gold · (22 Wo.)US | — |                        |
| 1979 | Satisfied               | — | US95 (16 Wo.)US | — |                        |
| 1981 | Heartbreak Radio        | — | US160 (4 Wo.)US | — |                        |

Weitere Alben
- 1977: Radio Special (Promo-Album)
- 1983: Never Let You Go
- 1984: Inside the Fire
- 1990: Fire Me Back
- 1991: Dancing with an Angel
- 1992: Love Lessons
- 1993: For You
- 1995: Behind the Memories
- 1996: Out Of the Blues
- 1998: Thinkin’ About You
- 2005: And So Is Love
- 2012: A Rita Coolidge Christmas
- 2018: Safe in The Arms of Time

### Livealben
- 1980: Live in Japan

### Kompilationen
| Jahr | Titel                          | Höchstplatzierung, Gesamtwochen, AuszeichnungChartplatzierungen (Jahr, Titel, Platzierungen, Wochen, Auszeichnungen, Anmerkungen) | Höchstplatzierung, Gesamtwochen, AuszeichnungChartplatzierungen (Jahr, Titel, Platzierungen, Wochen, Auszeichnungen, Anmerkungen) | Höchstplatzierung, Gesamtwochen, AuszeichnungChartplatzierungen (Jahr, Titel, Platzierungen, Wochen, Auszeichnungen, Anmerkungen) | Anmerkungen |
| Jahr | Titel                          | UK | US | Country | Anmerkungen |
| ---- | ------------------------------ | --- | --- | --- | ----------- |
| 1980 | Greatest Hits                  | — | US107 (8 Wo.)US | — |             |
| 1981 | The Very Best Of Rita Coolidge | UK6 Gold · (11 Wo.)UK | — | — |             |

Weitere Kompilationen
- 1979: All About Rita Coolidge (nur Japan)
- 1987: Classics Volume 5
- 1991: A&M Gold Series
- 1994: All Time High: Best of Rita Coolidge
- 1995: The Collection (nur Australien)
- 1999: Master Series
- 2000: 20th Century Masters – The Millenium Collection
- 2001: Universal Masters Collection
- 2004: Delta Lady – The Rita Coolidge Anthology

### Singles
| Jahr | Titel Album                                                    | Höchstplatzierung, Gesamtwochen, AuszeichnungChartplatzierungen (Jahr, Titel, Album, Platzierungen, Wochen, Auszeichnungen, Anmerkungen) | Höchstplatzierung, Gesamtwochen, AuszeichnungChartplatzierungen (Jahr, Titel, Album, Platzierungen, Wochen, Auszeichnungen, Anmerkungen) | Höchstplatzierung, Gesamtwochen, AuszeichnungChartplatzierungen (Jahr, Titel, Album, Platzierungen, Wochen, Auszeichnungen, Anmerkungen) | Höchstplatzierung, Gesamtwochen, AuszeichnungChartplatzierungen (Jahr, Titel, Album, Platzierungen, Wochen, Auszeichnungen, Anmerkungen) | Höchstplatzierung, Gesamtwochen, AuszeichnungChartplatzierungen (Jahr, Titel, Album, Platzierungen, Wochen, Auszeichnungen, Anmerkungen) | Höchstplatzierung, Gesamtwochen, AuszeichnungChartplatzierungen (Jahr, Titel, Album, Platzierungen, Wochen, Auszeichnungen, Anmerkungen) | Anmerkungen            |
| Jahr | Titel Album                                                    | DE | AT | CH | UK | US | Country | Anmerkungen            |
| ---- | -------------------------------------------------------------- | --- | --- | --- | --- | --- | --- | ---------------------- |
| 1969 | Turn Around and Love You –                                     | — | — | — | — | US96 (1 Wo.)US | — |                        |
| 1972 | Fever The Lady’s Not for Sale                                  | — | — | — | — | US76 (7 Wo.)US | — |                        |
| 1973 | A Song I’d Like to Sing Full Moon                              | — | — | — | — | US49 (10 Wo.)US | Country92 (5 Wo.)Country | mit Kris Kristofferson |
| 1974 | Loving Arms Full Moon                                          | — | — | — | — | US86 (5 Wo.)US | Country98 (2 Wo.)Country | mit Kris Kristofferson |
| 1974 | Mama Lou Fall Into Spring                                      | — | — | — | — | — | Country94 (5 Wo.)Country |                        |
| 1974 | Rain Breakaway                                                 | — | — | — | — | — | Country87 (4 Wo.)Country | mit Kris Kristofferson |
| 1977 | (Your Love Has Lifted Me) Higher and Higher Anytime...Anywhere | — | — | — | UK48 (2 Wo.)UK | US2 Gold · (27 Wo.)US | — |                        |
| 1977 | We’re All Alone Anytime...Anywhere                             | — | — | — | UK6 (13 Wo.)UK | US7 Gold · (20 Wo.)US | Country82 (8 Wo.)Country |                        |
| 1978 | The Way You Do the Things You Do Anytime...Anywhere            | — | — | — | — | US20 (11 Wo.)US | — |                        |
| 1978 | Words Anytime...Anywhere                                       | — | — | — | UK25 (8 Wo.)UK | — | — |                        |
| 1978 | You Love Me Again                                              | — | — | — | — | US25 (12 Wo.)US | — |                        |
| 1978 | The Jealous Kind Love Me Again                                 | — | — | — | — | — | Country63 (8 Wo.)Country |                        |
| 1978 | Love Me Again                                                  | — | — | — | — | US68 (7 Wo.)US | Country83 (1 Wo.)Country |                        |
| 1979 | One Fine Day Satisfied                                         | — | — | — | — | US66 (7 Wo.)US | — |                        |
| 1979 | I’d Rather Leave While I’m in Love Satisfied                   | — | — | — | — | US38 (10 Wo.)US | Country32 (10 Wo.)Country |                        |
| 1980 | Fool That I Am Coast to Coast O.S.T.                           | — | — | — | — | US46 (12 Wo.)US | Country72 (4 Wo.)Country |                        |
| 1983 | All Time High Octopussy O.S.T.                                 | DE13 (13 Wo.)DE | AT14 (6 Wo.)AT | CH7 (9 Wo.)CH | UK75 (4 Wo.)UK | US36 (13 Wo.)US | — |                        |

grau schraffiert: keine Chartdaten aus diesem Jahr verfügbar
Weitere Singles
- 1971: I Believe in You
- 1973: My Crew
- 1973: Whiskey, Whiskey
- 1975: Lover Please (mit Kris Kristofferson)
- 1978: Slow Dancer
- 1979: Hello, Love, Goodbye
- 1981: Let’s Go Dancing (mit Booker T. Jones)
- 1981: The Closer You Get
- 1983: Lake Freeze
- 1983: Only You
- 1984: Something Said Love
- 1990: I Stand in Wonder

### Gastbeiträge
| Jahr | Titel Album                    | Höchstplatzierung, Gesamtwochen, AuszeichnungChartplatzierungen (Jahr, Titel, Album, Platzierungen, Wochen, Auszeichnungen, Anmerkungen) | Höchstplatzierung, Gesamtwochen, AuszeichnungChartplatzierungen (Jahr, Titel, Album, Platzierungen, Wochen, Auszeichnungen, Anmerkungen) | Anmerkungen       |
| Jahr | Titel Album                    | US | Country | Anmerkungen       |
| ---- | ------------------------------ | --- | --- | ----------------- |
| 1980 | Somethin’ Bout You Baby I Like | US42 (10 Wo.)US | Country60 (6 Wo.)Country | mit Glen Campbell |

## Auszeichnungen für Musikverkäufe
| Goldene Schallplatte - Kanada - 1978: für das Album Love Me Again - 1979: für das Album Satisfied | Platin-Schallplatte - Kanada - 1977: für das Album Anytime... Anywhere |

Anmerkung: Auszeichnungen in Ländern aus den Charttabellen bzw. Chartboxen sind in ebendiesen zu finden.
| Land/RegionAuszeichnungen für Musikverkäufe (Land/Region, Auszeichnungen, Verkäufe, Quellen) | Silber  | Gold     | Platin     | Verkäufe  | Quellen         |
| -------------------------------------------------------------------------------------------- | ------- | -------- | ---------- | --------- | --------------- |
| Kanada (MC)                                                                                  | —       | 2× Gold2 | Platin1    | 200.000   | musiccanada.com |
| Vereinigte Staaten (RIAA)                                                                    | —       | 4× Gold4 | Platin1    | 4.000.000 | riaa.com        |
| Vereinigtes Königreich (BPI)                                                                 | Silber1 | 2× Gold2 | —          | 260.000   | bpi.co.uk       |
| Insgesamt                                                                                    | Silber1 | 8× Gold8 | 2× Platin2 |           |                 |